# Jacques Pastur
Jacques Pastur dit « Jaco », né le 12 juin 1659 à Waterloo, alors en Pays-Bas espagnols, et mort à Bruxelles au début du moi de mai 1723, est un militaire mercenaire qui se mit d'abord vers 1680 au service du roi d'Espagne, souverain des Pays-Bas, puis au service du roi de France à partir de 1702. D'origine modeste et issu d'une famille de cultivateurs et forestiers, il commença sa carrière comme simple cornette et la termina comme maréchal de camp en 1716. Il fut nommé chevalier de Saint-Lazare en mars 1706.
Son nom reste attaché à la forêt de Soignes qu'il défendit victorieusement en août 1705 au nom du roi de France, contre les troupes anglo-hollandaises commandées par le duc de Marlborough. Il a laissé son surnom au fort Jaco à Uccle, aujourd'hui disparu.

## Biographie

### Famille
Né au hameau du Roussart à Waterloo, alors en Pays-Bas espagnols, Jacques Pastur fut baptisé le 12 juin 1659 en l'église de Braine-l'Alleud. D'origine modeste, « pauvre enfant de Braine-l'Alleud » et quatrième enfant d'une famille de huit, il est le fils de Gérard Pastur, d'une famille de cultivateurs et forestiers, (fils de Ferdinand Pastur, cultivateur et fermier censier † 1666) et de Marie Wits. Il ne connut pas une enfance facile : sa mère mourut alors qu'il n'avait  que dix ans et son père se remaria quatre ans plus tard; il eut alors le sentiment qu'il n'avait plus sa place au sein de la famille et se réfugia souvent dans la forêt de Soignes qu'il apprit à connaître parfaitement.

### Carrière militaire
Jacques Pastur démarra vers 1680 une carrière de militaire mercenaire,,, d'abord à la solde du roi d'Espagne, souverain des Pays-Bas, puis à partir de 1702 à la solde du roi de France.

#### Au service de l'Espagne
D'abord simple cornette en 1681, il devint plus tard sergent-major et fut nommé le 15 avril 1696 mestre de camp d'un régiment de dragons par le roi d'Espagne,. De 1690 à 1697, il défendit vaillamment les environs de Bruxelles, et dans de nombreuses rencontres, il battit les soldats des garnisons françaises de Mons ou de Binche qui venaient jusque sous les murs de la capitale.

#### Au service de la France
En 1702, lors de la guerre de Succession d'Espagne, il se mit au service de la France contre ses anciens alliés, les Hollandais, devenus ses adversaires. Cette même année, il est cité comme colonel et capitaine.
En août 1705, alors qu'il était chargé de défendre la forêt de Soignes contre les troupes anglo-hollandaises commandées par le duc de Marlborough, Jacques Pastur, après un repli avec ses hommes vers un petit fortin dans la forêt où les Anglos-Hollandais n'osèrent s'aventurer, décida de faire dans la nuit une contre-offensive surprise et mit peu de temps à reconquérir les bois et le village et à en chasser les troupes ennemies. Le fort Jaco à Uccle, aujourd'hui disparu, conserva son surnom en souvenir de cette action.
Cette victoire eut en France un retentissement hors de proportion avec l'événement : Jacques Pastur fut présenté à la Cour du roi le 17  ou 18 mars 1706 : « Louis XIV lui remettant personnellement une chaîne en or et une médaille. Le lendemain, Jaco, qui n'avait pourtant aucun des quatre quartiers de noblesse exigés pour cette distinction (...) reçut la croix de chevalier de l'Ordre de Saint-Lazare et du Mont-Carmel ».
Le 15 septembre 1713, il était à la disposition des généraux de Vieux-Pont et de Breuil, qui commandaient la place de Landau, prise aux troupes autrichiennes.

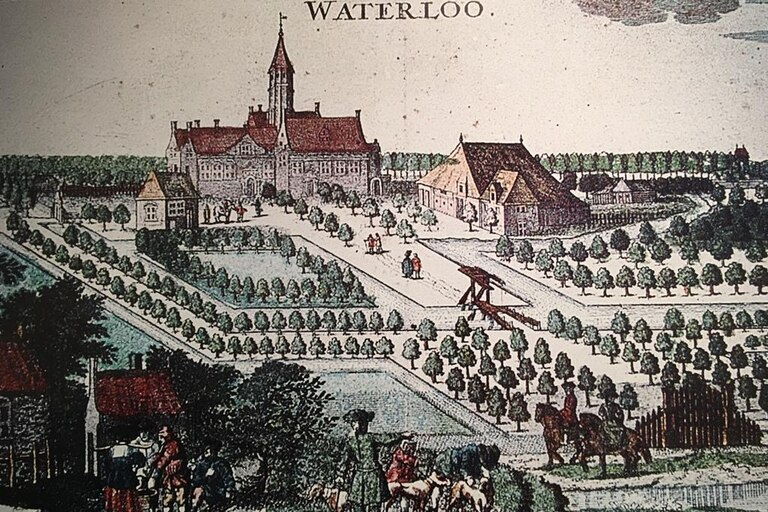
Vue de Waterloo avec la propriété que fit construire Jacques Pastur

Il fut nommé maréchal de camp le 20 mars 1716 sous le règne du Régent, mais « aucun document connu actuellement, ne permet d'en établir le motif. Récompense tardive du raid de 1712, don de joyeux avènement, avancement normal après sa longue carrière de brigadier ou bien, ratification d'un grade acquis dans l'armée espagnole? On ne le sait ».
Jacques Pastur termina sa vie riche et célèbre, dans une vaste propriété qu'il fit construire au cœur de Waterloo. Il mourut le 3 mai 1723, alors qu'il circulait dans une rue de Bruxelles où il avait aussi des biens.

## Descendance
Sa descendance s'éteignit en ligne masculine en 1759 avec son fils André Pastur, mort sans postérité de son mariage avec Jeanne d'Halluin, qui habitait le village de Waterloo et dont les héritiers furent ses beaux-frères de Préseau d'Ecuelin.
Jean R. Cayron en donne la généalogie suivante dans La véritable histoire de Jacques Pastur dit Jaco brigadier de cavalerie et de dragons au service de l'Espagne (1953) :
- Ferdinand Pastur (ca 1605-1666), cultivateur et fermier censier, marié à Isabelle Poets,
  - Gérard Pastur (1631), cultivateur et forestier, marié à Marie Wits.
    - Jacques Pastur (1659-1723), mestre de camp, épousa en premières noces Anne Marie  Guillaume dite Du Tomboy, fille de N. Guillaume dit Du Tomboy et de Jeanne Chantraine, décédée en 1702, et en secondes noces sa cousine Jacqueline Delle, fille de Jean Delle et Marie Pastur, décédée en 1750, après avoir obtenu séparation de son mari[18].

Postérité de son premier mariage:
- Philippe Pastur, décédé en 1718, chevalier de Saint-Lazare.
- Louise Pastur.
- Marie Pastur, épousa le lieutenant-colonel Nicolas de Préseau de Dompière d'Ecuelin. Dont :
  - Jacques-Joseph de Préseau de Dompière d'Ecuelin.
  - François Joseph de Préseau de Dompière d'Ecuelin, moine prémontré.
  - Jean-Baptiste de Préseau de Dompière d'Ecuelin, capitaine au régiment de Picardie, chevalier de Saint Louis, épousa Françoise Denise de Tredos (1741-après 1809). Dont Marie-Denis-Jacques de Préseau de Dompière d'Ecuelin ( Valencienne 20 août 1761-1809), lieutenant colonel, tué au combat à Enszerdorf (Wagram) le 5 juillet 1809.

Postérité de son second mariage :
- Maximilien-Honoré Pastur (1708-1746), nommé le 22 novembre 1722, lieutenant réformé au service de France.
- André Pastur, dernier du nom, décédé en 1759 sans postérité de son mariage avec Jeanne d'Halluin (qui se remaria en 1763 avec le chevalier Egme Antoine Marie Lodewijk de Prina).
- Philippe Pastur, né en 1716, mort dans l'enfance.

## Armes
Bien qu'issu d'une modeste famille de cultivateurs et forestiers, Jacques Pastur, devenu colonel de dragons, voulut se donner une origine aristocratique et obtint  en septembre 1702 sous le nom de « Jacques de la Pastur » un certificat de Jean-Baptiste de Grez, héraut d'armes provincial de Sa Majesté ès Pays-Bas, à titre de la province et comté de Hainaut, qui lui certifie les armes de  « l'ancienne famille de la Pasture, originaire du Brabant wallon » :
- D'or semé d'étoiles de gueules, à trois lionceaux de sable, armés et lampassés de même, deux en chef et un en pointe[20].

Sander Pierron dans Histoire de la forêt de Soigne (1906) écrit « Il faut croire qu'en 1706 l’Électeur Maximilien l'a anobli, car à partir de 1707 il signe  « Le chevalier de Pastur ». On ne connait  toutefois aucune lettre d'anoblissement en faveur de Jacques Pastur qui pouvait cependant s'intituler « chevalier » à partir de 1706, car le roi Louis XIV le promut chevalier de Saint-Lazare le 16 mars 1706.

## Décorations
Jacques Pastur fut promu chevalier de Saint-Lazare le 16 mars 1706.